# Forster Bruch
Das Naturschutzgebiet Forster Bruch mit der Nummer NSG-7300-220 liegt auf dem Gebiet des Landkreises Bad Dürkheim in Rheinland-Pfalz. 

## Lage
Das 49 ha große Gebiet erstreckt sich östlich der Ortsbebauung von Forst an der Weinstraße bis zur Bundesstraße 271. Durch das Naturschutzgebiet hindurch führt der Bahndamm der Pfälzischen Nordbahn. Es liegt größtenteils auf der Gemarkung der Ortsgemeinde Forst an der Weinstraße, ein deutlich kleinerer Teil gehört zur Gemarkung der Stadt Deidesheim.

## Geschichte
Bereits am 7. September 1982 wurde auf einer Fläche von 30 ha das Landschaftsschutzgebiet Forster Bruch ausgewiesen, das die Gebietsnummer 07-LSG-7332-012 erhielt. Mit Verordnung vom 15. September 2008 wurde es zusätzlich zum Naturschutzgebiet erhoben, das eine um 19 ha größere Fläche erhielt. 2022 wurde die Rechtsverordnung über das Landschaftsschutzgebiet aufgehoben.

## Charakteristik
Bei dem Gebiet handelt es sich um einen repräsentativen Ausschnitt eines früher weiter ausgedehnten Feuchtgrünlandbereichs im Bereich zwischen Haardtrand und Böhler Lößplatte.

## Besonderheiten
Inmitten des Naturschutzgebiets befindet sich das Naturdenkmal Vogelschutzanlage Ganswiesen.